# ستيف جينكنير
ستيف جينكنير (بالألمانية: Steve Jenkner) مواليد 31 مايو 1976 في ليشتنشتاين، هو متسابق دراجات نارية ألماني. نافس في سباقات بطولة العالم لفئة 250 سي سي ولفئة 125 سي سي ولفئة 50 سي سي.

## سباقات فاز بها
- كأس هولندا السياحية 2003 (فئة 125)

## روابط خارجية
- ستيف جينكنير على موقع MotoGP.com (الإنجليزية)